# Will-Kleber-Gedenkmünze
Die Will-Kleber-Gedenkmünze ist eine Auszeichnung der Deutschen Gesellschaft für Kristallographie für hervorragende wissenschaftliche Beiträge auf ausgewählten Gebieten der Kristallographie. Der Preis ist dem Andenken an Will Kleber gewidmet.

## Preisträger
- 2008 Joachim Bohm
- 2009 Rudolf Allmann
- 2010 Hans Boysen und Friedrich Frey
- 2012 Helmuth Zimmermann
- 2013 Helmut Klapper
- 2014 Bernd Müller
- 2015 Reinhard Neder
- 2016 Sander van Smaalen
- 2017 Peter Gille
- 2018 Hermann Gies
- 2019 Michael Ruck
- 2020 Robert Dinnebier
- 2021 Manfred S. Weiss
- 2022 Holger Kohlmann
- 2023 Thomas Weber
- 2024 Kay Diederichs
- 2025 Regine Herbst-Irmer[1]